# See My Friends
Pour l'album de Ray Davies, voir See My Friends (album).
Singles de The Kinks
Set Me Free
(mai 1965) A Well Respected Man
(août 1965)
See My Friends est une chanson du groupe de rock britannique The Kinks, sortie en single en juillet 1965.
Il s'agit de la première chanson pop à témoigner d'influences indiennes, quelques mois avant Norwegian Wood des Beatles. Ray Davies a été inspiré par les chants des pêcheurs indiens à l'aurore durant une escale des Kinks à Bombay. Les guitares électriques imitent le son du tambûr et du sitar.
Le thème de la chanson est le décès d'une amie chère « de l'autre côté de la rivière » et la solitude qui en résulte.
Le single se classe no 10 des ventes au Royaume-Uni.